# Velanda
Velanda är en tätort 8 km söder om Trollhättan.

## Historia
Velanda har vuxit fram kring en numera nedlagd station med samma namn på Norge/Vänerbanan. Stationen hade i sin tur uppkallats efter det strax intill belägna Velanda säteri. Samhället är numera helt och hållet en villaförort till Trollhättan.
I Velanda bedrev Göteborgsföretaget Bröderna Kanold kvarn- och sågeriverksamhet.

### Befolkningsutveckling
| Befolkningsutvecklingen i Velanda 1960–2020                       | Befolkningsutvecklingen i Velanda 1960–2020 | Befolkningsutvecklingen i Velanda 1960–2020 | Befolkningsutvecklingen i Velanda 1960–2020 | Befolkningsutvecklingen i Velanda 1960–2020 |
| ----------------------------------------------------------------- | ------------------------------------------- | ------------------------------------------- | ------------------------------------------- | ------------------------------------------- |
|                                                                   |                                             |                                             |                                             |                                             |
| År                                                                |                                             |                                             | Folkmängd                                   | Areal (ha)                                  |
| 1960                                                              | 1960                                        |                                             | 197                                         | ¤                                           |
| 1990                                                              | 1990                                        |                                             | 485                                         | 44                                          |
| 1995                                                              | 1995                                        |                                             | 533                                         | 44                                          |
| 2000                                                              | 2000                                        |                                             | 563                                         | 44                                          |
| 2005                                                              | 2005                                        |                                             | 563                                         | 44                                          |
| 2010                                                              | 2010                                        |                                             | 581                                         | 51                                          |
| 2015                                                              | 2015                                        |                                             | 592                                         | 83                                          |
| 2020                                                              | 2020                                        |                                             | 822                                         | 113                                         |
| Anm.: Ny tätort 1990 ¤ Som tätortsbebyggelse med 150-199 invånare |                                             |                                             |                                             |                                             |